# Marco Carraretto
Marco Carraretto (Treviso, Italia; 27 de octubre de 1977) es un exjugador italiano de baloncesto. Con 1,97 de estatura, jugaba en la posición de escolta. Retirado en 2017, en la actualidad es el director general del Fortitudo Bologna.

## Equipos
- Pallacanestro Treviso. Categorías inferiores.
- 1996-97 Pallacanestro Treviso.
- 1997-99 Basket Mestre.
- 1999-01 Pallacanestro Udine.
- 2001-02 Scaligera Basket Verona.
- 2002-04 Pallacanestro Biella.
- 2003-04 Tau Cerámica.
- 2004-06 Breogán Lugo.
- 2006-13 Mens Sana Siena.
- 2013-14 Scaligera Verona
- 2014 Libertas Forlì
- 2015- Fortitudo Bologna

## Palmarés
- Liga italiana: 8

Benetton Treviso: 1997
Mens Sana Siena: 2007, 2008, 2009, 2010, 2011, 2012, 2013
- Supercopa de Italia: 5

Mens Sana Siena: 2007, 2008, 2009, 2010, 2011
- Copa Italia: 5

Mens Sana Siena: 2009, 2010, 2011, 2012, 2013
- 2005 Juegos del Mediterráneo. Selección de Italia. Almería. Medalla de oro.